# Masakry na bagnach Prypeci

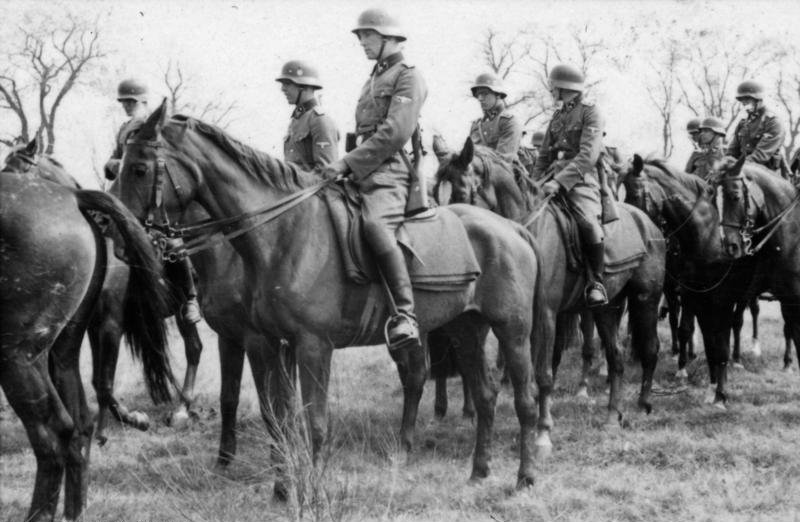
Żołnierze Brygady Kawalerii SS. ZSRR, wrzesień 1941

Masakry na bagnach Prypeci, również pacyfikacja bagien Prypeci (niem. Befriedung der Prypec-Sümpfe) – akcja eksterminacyjna przeprowadzona latem 1941 roku na Polesiu przez Brygadę Kawalerii SS, wymierzona w zamieszkującą tam ludność żydowską.
W pierwszych tygodniach wojny niemiecko-sowieckiej pokryte bagnami i lasami obszary Polesia zostały ominięte przez posuwające się na wschód armie Wehrmachtu. Pod koniec lipca 1941 roku Reichsführer-SS Heinrich Himmler powierzył Brygadzie Kawalerii SS zadanie pacyfikacji tej swoistej „ziemi niczyjej”, przy czym głównym celem była w rzeczywistości eksterminacja zamieszkujących tam Żydów. Pierwsza akcja pacyfikacyjna rozpoczęła się 30 lipca 1941 roku i trwała do 13 sierpnia. Według oficjalnych meldunków brygada rozstrzelała w tym okresie 13 788 osób, w większości Żydów, a także wzięła 714 jeńców. W rzeczywistości liczba ofiar była zapewne większa i mogła sięgnąć 21,8 tys., a nawet 25 tys. W samym tylko Pińsku kawalerzyści SS wspólnie z funkcjonariuszami Einsatzkommando zur besonderen Verwendung zamordowali co najmniej 7 tys. Żydów. Masakry przeprowadzano przy wydatnym wsparciu ze strony części miejscowej ludności nieżydowskiej.
15 sierpnia 1941 roku rozpoczęła się druga akcja pacyfikacyjna, która trwała do połowy września i objęła wschodnią część Polesia. Z rąk kawalerzystów SS zginęło wtedy kolejnych kilka tysięcy Żydów, m.in. podczas masowych egzekucji w Bobrujsku. W raporcie z 18 września 1941 roku, podsumowującym działania prowadzone na bagnach Prypeci, Hermann Fegelein oszacował, że dowodzona przez niego brygada zabiła 14 178 Żydów, 1001 partyzantów i 699 żołnierzy Armii Czerwonej. W rzeczywistości liczba ofiar akcji pacyfikacyjnej wyniosła prawdopodobnie od 24 tys. do 30 tys. mężczyzn, kobiet i dzieci, w większości Żydów.
Masakry na bagnach Prypeci były jednym z przełomowych momentów w historii Zagłady. Wtedy to bowiem po raz pierwszy jednostki SS otrzymały rozkaz mordowania wszystkich Żydów bez względu na wiek i płeć.

## Geneza
22 czerwca 1941 roku hitlerowskie Niemcy dokonały ataku na ZSRR. W zamyśle Adolfa Hitlera nie był to tradycyjny konflikt zbrojny, lecz „starcie dwóch przeciwstawnych ideologii” oraz „wojna na wyniszczenie”. W ślad za armiami Wehrmachtu wyruszyły cztery Einsatzgruppen – specjalne grupy operacyjne SD i Sicherheitspolizei (SiPo). Ponadto na krótko przed wybuchem wojny, na bazie struktur SD i SiPo w okupowanej Polsce, powołano piątą grupę (Einsatzkommando zur besonderen Verwendung), której poszczególne komanda operowały w bliskim sąsiedztwie niemiecko-sowieckiej linii demarkacyjnej. Zadaniem Einsatzgruppen była likwidacja wszystkich prawdziwych lub domniemanych przeciwników niemieckiego panowania, przy czym pod tym pojęciem rozumiano początkowo przede wszystkim działaczy komunistycznych, Żydów będących członkami partii komunistycznej lub zatrudnionych w sowieckim aparacie państwowym, a także „inne radykalne elementy”.
Nie były to jedyne niemieckie formacje policyjne, które zostały skierowane na wschód. Niezależnie od Einsatzgruppen powołano trzech Wyższych Dowódców SS i Policji (Höherer SS- und Polizeiführer, HSSPF), których zadaniem miało być zabezpieczenie i pacyfikacja podbitych terytoriów ZSRR. Byli nimi: SS-Gruppenführer Hans Adolf Prützmann – któremu podlegały okupowane tereny krajów bałtyckich i północnej Rosji (HSSPF „Rußland-Nord”), SS-Gruppenführer Erich von dem Bach-Zelewski – któremu podlegały okupowane tereny Białorusi (HSSPF „Rußland-Mitte”) oraz SS-Obergruppenführer Friedrich Jeckeln – któremu podlegały okupowane tereny Ukrainy (HSSPF „Rußland-Süd”). Trzem HSSPF podporządkowano m.in. 23 bataliony Ordnungspolizei.
Dodatkowo 7 kwietnia 1941 roku Reichsführer-SS Heinrich Himmler utworzył swój Einsatzstab („sztab specjalny”), przemianowany 6 maja tegoż roku na Kommandostab Reichsführer-SS („sztab dowodzenia Reichsführera-SS”, KRFSS). Strukturze tej podlegały bezpośrednio: 1. i 2. Brygada Piechoty SS (zmotoryzowane), 1. i 2. pułk kawalerii SS (przekształcone pod koniec lipca 1941 w Brygadę Kawalerii SS), ochotniczy oddział SS z Hamburga – złożony z Duńczyków, a także batalion ochrony Reichsführera-SS i jednostki pomocnicze. KRFSS podlegało łącznie około 19 tys. żołnierzy, z czego 16 328 służyło w trzech brygadach SS. Yehoshua Buchler określa jednostki KRFSS mianem „himmlerowskich prywatnych brygad morderców”.
Od pierwszych dni wojny funkcjonariusze Einsatzgruppen masowo rozstrzeliwali żydowskich mężczyzn, zazwyczaj nie próbując ustalić, czy są oni członkami partii komunistycznej lub pracownikami aparatu państwowego. Tymczasem 3 lipca 1941 roku Józef Stalin wygłosił swoje pierwsze przemówienie od momentu rozpoczęcia niemieckiej inwazji. Ogłosił wtedy między innymi rozpoczęcie wojny partyzanckiej na nieprzyjacielskich tyłach. Hitler uznał to za doskonały pretekst, by nadać niemieckiej okupacji jeszcze bardziej brutalny charakter i w ten sposób ułatwić późniejszą kolonizację podbitych obszarów ZSRR. Na spotkaniu z udziałem wysokiej rangi dostojników nazistowskich, które odbyło się 16 lipca w „Wilczym Szańcu”, stwierdził: „Wojna partyzancka daje nam przewagę, umożliwiając zniszczenie wszystkiego na naszej drodze. Na tym ogromnym obszarze należy zaprowadzić pokój tak szybko, jak tylko to możliwe. Aby to osiągnąć, trzeba rozstrzelać każdego, kto krzywo na nas spojrzy”. W praktyce oznaczało to przede wszystkim dalszą radykalizację niemieckiej polityki wobec Żydów. Po spotkaniu z Hitlerem, które odbyło się niedługo później w Berlinie, Himmler odnotował: „Kwestia żydowska / eksterminować jako partyzantów”. Utożsamianie wszystkich Żydów z partyzantami stało się odtąd obowiązującą linią polityki, którą SS i Wehrmacht stosowały wobec ludności nowo podbitych terytoriów.
Do eksterminacji Żydów pod pretekstem walki z partyzantką skierowano zarówno oddziały Ordnungspolizei, jak i jednostki Waffen-SS, które podlegały Kommandostab Reichsführer-SS. Jak się wkrótce okazało, masakry urządzane przez te formacje pod względem liczby ofiar oraz brutalności nie ustępowały zbrodniom Einsatzgruppen. Rozkazem z 27 czerwca 1941 roku 1. Brygada Piechoty SS oraz oba pułki kawalerii SS – dotychczas podlegające pod względem operacyjnym Wehrmachtowi oraz prowadzące działania bojowe nad Narwią i Biebrzą – zostały wycofane z pierwszej linii frontu z uzasadnieniem, że Reichsführer-SS potrzebuje ich do realizacji innych zadań. 6 lipca Himmler wydał pierwszą dyrektywę w sprawie zaangażowania jednostek KRFSS w pacyfikację obszarów leżących na tyłach frontu. Z kolei rozkazem z 19 lipca oba pułki kawalerii SS podporządkowano HSSPF „Rußland-Mitte” Erichowi von dem Bach-Zelewskiemu, podczas gdy HSSPF „Rußland-Süd” Friedrichowi Jeckelnowi przydzielono 1 Brygadę Piechoty SS. Zadaniem tych jednostek miało być odtąd „zaprowadzanie porządku” na okupowanych terytoriach ZSRR.

## Polesie w pierwszych tygodniach wojny niemiecko-sowieckiej
Polesie wraz z pokrywającymi go rozległymi lasami, bagnami i bezdrożami było obszarem, na którym panowały warunki niesprzyjające prowadzeniu działań wojennych, w tym zwłaszcza operacjom z użyciem sprzętu zmechanizowanego. Z tego powodu przygotowując plany inwazji na ZSRR, niemieckie dowództwo wytyczyło główne kierunki ofensywy na północ i na południe od „błot pińskich”. Wobec szybkich postępów Wehrmachtu obszar ten stał się swoistą „ziemią niczyją”, pozostającą za linią frontu. Polesie co do zasady nie było również obszarem działania Einsatzgruppe B i C, które podążały odpowiednio za grupami armii „Środek” i „Południe”. Między 22 czerwca a 8 lipca 1941 roku Niemcy zdołali obsadzić większe miejscowości Polesia, zwłaszcza te położone przy szlakach komunikacyjnych. Do wielu miasteczek położonych na uboczu zdołali jednak dotrzeć dopiero po upływie kilku tygodni.
Na przełomie czerwca i lipca 1941 roku na terenach przedwojennego województwa poleskiego przebywało prawdopodobnie około 100 tys. Żydów. Były to zarówno osoby zamieszkujące te ziemie przed wrześniem 1939 roku, jak i liczni uchodźcy, którzy w okresie dwuletnich rządów sowieckich uciekli z niemieckiej strefy okupacyjnej i osiedlili się w tamtejszych sztetlach. Niemiecka inwazja stanowiła dla Żydów kompletne zaskoczenie. Tylko nielicznym udało się uciec w głąb ZSRR.
Do przełomu sierpnia i września 1941 roku, a w niektórych wypadkach nawet do połowy września, okupowane tereny Polesia znajdowały się pod zarządem wojskowym. W miejscowościach znajdujących się pod niemiecką kontrolą przystąpiono do tworzenia Judenratów. Żydom narzucono obowiązek noszenia specjalnych oznaczeń oraz objęto ich przymusem pracy. Znakowano także należące do nich domy, sklepy i warsztaty. Jednocześnie na okupowanych obszarach tworzyły się – spontanicznie lub z niemieckiej inspiracji – lokalne straże porządkowe i policje tymczasowe. Na północnym i środkowym Polesiu wstępowali do nich przede wszystkim Polacy i Białorusini, podczas gdy na południowym Polesiu były one zdominowane przez Ukraińców. W ich szeregi przyjmowano również volksdeutschów oraz Rosjan o nastawieniu antykomunistycznym.
Po 22 czerwca 1941 roku w co najmniej kilkunastu miejscowościach Polesia miejscowa ludność (Białorusini, Ukraińcy, Polacy, Rosjanie, Niemcy) dokonała pogromów, podczas których Żydzi padali ofiarą pobić, grabieży, gwałtów, a nawet zabójstw. Do antyżydowskich wystąpień doszło m.in. w Dawidgródku, Horodyszczu, Janowie Poleskim, Kamieniu Koszyrskim i jego okolicach, Lelczycach, Łachwie, Stolinie i Telechanach. Zazwyczaj owe pogromy miały miejsce w okresie „próżni władzy”, tj. między ucieczką Sowietów a nadejściem Niemców. W większości wypadków były one motywowane chęcią grabieży żydowskiego mienia. W kilku wsiach powiatu koszyrskiego miejscowych Żydów prawdopodobnie wymordowała banda złożona z wypuszczonych z więzień kryminalistów. W niewyjaśnionych okolicznościach, być może z rąk ukraińskich nacjonalistów, zginęło także ponad 100 Żydów ze wsi Czerniany. W wielu wypadkach sprawcy pogromów wstąpili później w szeregi kolaboracyjnej policji pomocniczej i pomagali Niemcom w eksterminacji Żydów.
W zajętych przez Niemców miastach i miasteczkach doszło natomiast do pierwszych masowych egzekucji. Największa miała miejsce w Brześciu nad Bugiem, gdzie na początku lipca funkcjonariusze Einsatzkommando zur besonderen Verwendung oraz 307. batalionu Ordnungspolizei zamordowali ponad 4 tys. Żydów, a także około 400 Rosjan i Białorusinów (według Grzegorza Berendta liczba ofiar sięgnęła 5 tys.). Także w Telechanach z rąk funkcjonariuszy 316. batalionu Ordnungspolizei zginęła pewna liczba Żydów (24 lipca).

## Pierwsza operacja na bagnach Prypeci

### Proces rozkazodawczy
Polesie było zamieszkiwane przez liczne społeczności żydowskie, a ponadto w tamtejszych lasach i na bagnach ukrywały się niedobitki rozbitych dywizji sowieckich. Niemcy obawiali się, że ta swoista „ziemia niczyja” stanie się bazą wypadową, z której regularne oddziały Armii Czerwonej oraz partyzanci będą przeprowadzać uderzenia na ich tyły. W konsekwencji poleskie bagna, które Himmler uznawał w dodatku za „podatny grunt dla elementów wrogo nastawionych wobec Rzeszy Niemieckiej, zarówno w sercu, jak i w duszy”, stały się obszarem pierwszej wielkiej akcji pacyfikacyjnej w wykonaniu jednostek podległych KRFSS.
Kwestię „przeczesania bagien Prypeci” Himmler i Erich von dem Bach-Zelewski omówili po raz pierwszy 10 lipca. Następnego dnia dowódca Pułku Policji Porządkowej „Środek” Max Montua, działając z upoważnienia HSSPF „Rußland-Mitte”, wydał rozkaz rozstrzeliwania wszystkich Żydów w wieku od 17 do 45 lat, którym „udowodniono szabrownictwo”. 28 lipca Himmler wydał oficjalny rozkaz w sprawie przeprowadzenia operacji na bagnach Prypeci, jednocześnie powierzając bezpośrednie nią kierowanie Erichowi von dem Bach-Zelewskiemu.
Zadanie „oczyszczenia” bagien Prypeci powierzono Brygadzie Kawalerii SS, którą dowodził SS-Standartenführer Hermann Fegelein. Było to spowodowane faktem, że kawalerię uznano za rodzaj broni, który będzie najbardziej odpowiedni ze względu na specyfikę terenu operacji oraz charakter planowanych działań. Pod koniec lipca 1941 roku w szeregach brygady znajdowało się 3970 żołnierzy. Było wśród nich wielu volksdeutschów z państw Europy Środkowo-Wschodniej; w niektórych szwadronach ich liczba sięgała 41%. Dodatkowo na południowe obrzeża Polesia skierowano 1. Brygadę Piechoty SS.

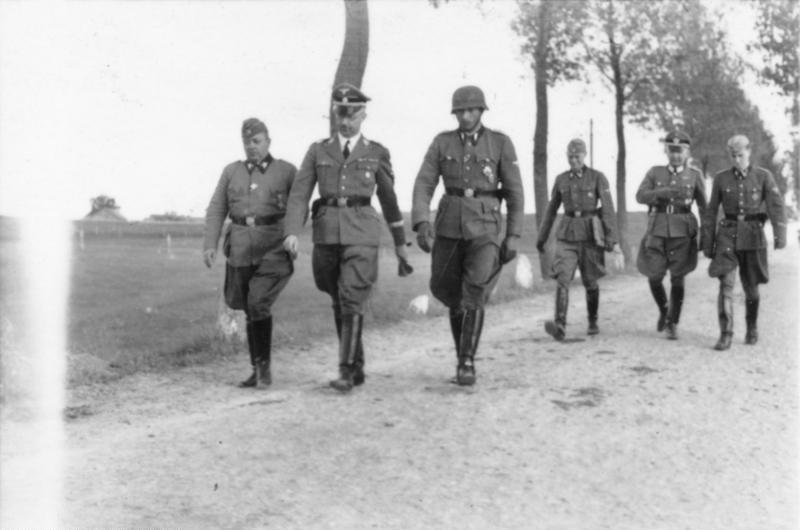
Heinrich Himmler przeprowadzający inspekcję 1. pułku kawalerii SS (5 lipca 1941). Na prawo od niego Hermann Fegelein, a na lewo – szef sztabu KRFSS Kurt Knoblauch

5 lipca Himmler przeprowadził inspekcję 1. pułku kawalerii SS, który przebywał w tym czasie na odpoczynku w Prusach Wschodnich. Wygłosił wtedy przemówienie do żołnierzy. Większość przesłuchiwanych po wojnie weteranów zeznała, że Reichsführer-SS ograniczył się do ogólnego stwierdzenia, że kawalerzystów czekają „ciężkie dni i trudne zadania”. Miał także wspomnieć, że ich kolejnym zadaniem będzie „usunięcie” Żydów z bagien Prypeci i wyrazić nadzieję, że będzie mógł na nich polegać przy realizacji tego zadania. Według jednego z weteranów Himmler miał zaproponować, by żołnierze nie czujący się na siłach podołać oczekującym ich „zadaniom specjalnym”, wystąpili o przeniesienie do innych jednostek. Żaden z żołnierzy nie skorzystał jednak z tej oferty – rzekomo ze względu na brak świadomości, iż owe „specjalne zadania” oznaczają mordowanie Żydów.
27 lipca Hermann Fegelein wydał kawalerzystom bardziej szczegółowe instrukcje, informując, że ich zadaniem będzie „likwidacja elementów kryminalnych”, które wedle twierdzeń kierownictwa SS miały licznie zasiedlać poleskie wsie. Rozkaz przewidywał, że umundurowani żołnierze Amii Czerwonej będą brani do niewoli, natomiast żołnierze nieprzyjaciela, którzy pozbyli się mundurów i dystynkcji, oraz „uzbrojeni i dokonujący sabotażu cywile” powinni być rozstrzeliwani. W odniesieniu do Żydów rozkaz wskazywał, że mężczyźni – z wyjątkiem osób wykonujących ważne z niemieckiego punktu widzenia zawody (lekarze, rzemieślnicy itp.) – powinni być „traktowani w większości jako szabrownicy”. W świetle wcześniejszych rozkazów oznaczało to konieczność ich rozstrzelania. Kobiety, dzieci oraz inwentarz żywy miały być „usuwane” z pacyfikowanych wsi. We wspomnianym pisemnym rozkazie, który Himmler wydał 28 lipca, znalazły się z kolei następujące wytyczne:

Jeżeli ludność, uwzględniając czynnik narodowy, jest wroga, z rasowego i ludzkiego punktu widzenia mało wartościowa lub nawet – jak to się często zdarza na terenach bagiennych – składa się ze zbrodniarzy, to w przypadku uznania, że stanowi oparcie dla partyzantów, należy ją rozstrzelać. Kobiety i dzieci należy wywieźć, bydło i produkty żywnościowe skonfiskować i zgromadzić w bezpiecznym miejscu. Wsie spalić do gołej ziemi.

Ponadto w tym samym rozkazie Reichsführer-SS polecił podkomendnym łagodnie traktować miejscową ludność ukraińską – tak, aby pozyskać jej pomoc w wyłapywaniu „maruderów” i uczynić z niej oparcie dla niemieckich rządów.
31 lipca, gdy akcja eksterminacyjna była już w toku, Himmler przeprowadził inspekcję w Baranowiczach. Spotkał się wtedy z Bach-Zelewskim i Fegeleinem. Reichsführer-SS wyraził niezadowolenie ze zbyt niskiej liczby rozstrzelanych Żydów, jasno wskazując obu oficerom, że podległe im jednostki muszą odtąd znacznie brutalniej postępować z Żydami. Następnego poranka sztab 2. pułku kawalerii SS otrzymał drogą radiową krótki rozkaz:

Wyraźny rozkaz Reichsführera-SS: wszyscy żydowscy mężczyźni muszą zostać rozstrzelani, kobiety spychać na bagna.

Rozkaz ten trafił do wszystkich pododdziałów brygady. Ponadto tego samego dnia Fegelein wydał swoim kawalerzystom jeszcze jeden rozkaz, w którym znalazły się następujące zapisy:

Reichsführer rozkazał mi, abym przypomniał, iż wyłącznie nieustępliwa brutalność, zacięta determinacja i posłuszeństwo wizji Führera zwycięży bolszewików. Zadaniem dowódców jest równoważyć wszystkie osobiste słabości okazywane przez jednostki. Reichsführer-SS nie będzie dłużej przyjmował żadnych usprawiedliwień pod tym względem i podejmie najsurowsze decyzje wobec tych, którzy wyłamią się z szeregów.

W raporcie Fegeleina z 18 września 1941 roku działania eksterminacyjne na Polesiu określono mianem „pacyfikacji bagien Prypeci” (Befriedung der Prypec-Sümpfe). W innych dokumentach oficjalnych pojawiały się także określenia „akcja specjalna na bagnach Prypeci” (Einsatz Pripec-Sümpfe) lub „akcja Prypeć” (Pripjet-Aktion).

### Przebieg
Pacyfikacja bagien Prypeci rozpoczęła się 30 lipca (niektóre źródła wskazują 27 lub 29 lipca). Sformowane zostały dwie konne grupy bojowe (Reitende Abteilungs), złożone odpowiednio z żołnierzy 1. i 2. pułku kawalerii SS. O ile ten drugi skierował do udziału w operacji swoje wszystkie pododdziały – z wyjątkiem jednostki sztabowej, o tyle w pierwszej grupie bojowej znalazły się wyłącznie jednostki konne 1. pułku. Sztab tego pułku, pełniący jednocześnie funkcję sztabu nowo utworzonej Brygady Kawalerii SS, kwaterował w Lachowiczach. Oba konne oddziały nie działały jako zwarta całość, lecz były podzielone na operujące samodzielnie szwadrony, które maszerując z zachodu na wschód, systematycznie „oczyszczały” miasta i wsie w wyznaczonych im strefach.
Pacyfikacją objęto obszar rozciągający się od Ratna i Antopola na zachodzie, po Lachowicze, Łuniniec i Dawidgródek na wschodzie. Z nieznanych przyczyn nie dotknęła ona natomiast zachodniego krańca Polesia, tj. terenów między Bugiem a Antopolem i Ratnem. Linia rozgraniczenia niemieckich jednostek przebiegała wzdłuż linii kolejowej Kobryń – Pińsk – Łuniniec, a według innych źródeł – wzdłuż biegu Prypeci. 1. pułk kawalerii SS operował na północ, a 2. pułk na południe od linii rozgraniczenia. Obu grupom bojowym przyszło przy tym operować w odmiennych warunkach. 1. pułk kawalerii działał na trudno dostępnym i słabo zaludnionym obszarze, na którym występowały przede wszystkim wsie i niewielkie osady. Z kolei 2. pułk operował na gęściej zaludnionym terenie, na którym znajdowały się relatywnie liczne ośrodki miejskie.
Przybywszy na tereny współczesnej Białorusi, kawalerzyści SS przystąpili najpierw do „oczyszczania” okolic Lachowicz. W ciągu niespełna tygodnia zamordowano tam 114 żydowskich mężczyzn oraz działaczy komunistycznych. W położonych dalej na południe Czuczewiczach pluton motocyklowy 2. pułku kawalerii, działający niezależnie od pułkowego Reitende Abteilung, zameldował 29 lipca o rozstrzelaniu 20 żydowskich mężczyzn, którzy „sympatyzowali z Armią Czerwoną i byli podejrzewani o wspieranie leśnych band”. Pierwsze dwa dni operacji zasadniczo przebiegły jednak bez godnych odnotowania wydarzeń, co być może wynikało z faktu, że obie konne grupy bojowe nie zdążyły jeszcze dotrzeć na tereny zamieszkiwane przez większe społeczności żydowskie. 2 sierpnia brygada mogła już zameldować o rozstrzelaniu tysiąca Żydów, komunistów i żołnierzy Armii Czerwonej. Nadal nie były to jednak liczby, które satysfakcjonowałyby Himmlera. Dzień wcześniej wysłał on telegram do Fegeleina, w którym zganił go za „nieznaczną” liczbę ofiar, wezwał do podjęcia „radykalnych działań” i zażądał, by codziennie dostarczać mu raporty o liczbie rozstrzelanych.

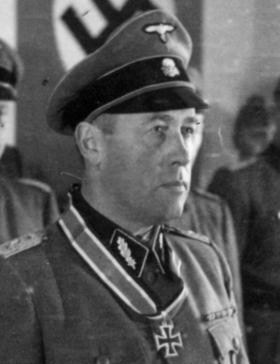
Gustav Lombard

Jak się wkrótce okazało, dowódcy obu Reitende Abteilungs odmiennie odczytali intencje Reichsführera-SS. Jednym z nich był SS-Sturmbannführer Gustav Lombard, dowódca konnej grupy bojowej 1. pułku kawalerii SS, który już podczas służby w okupowanej Polsce dał się poznać z bezwzględności i zaciekłego antysemityzmu. Wieczorem 1 sierpnia 1941 roku rozkazał swoim podwładnym: „Żaden żydowski mężczyzna nie może pozostać przy życiu, w wioskach nie może pozostać ani jedna rodzina”. W kolejnych dniach raportował, że jego jednostka przystąpiła do „odżydzania” (Entjudung) poleskich wsi i miasteczek. Początkowo żołnierze Lombarda wpędzali żydowskie kobiety i dzieci na bagna lub do zbiorników wodnych, po czym masakrowali je przy użyciu broni maszynowej. Później były one mordowane razem z mężczyznami w masowych egzekucjach.
Z kolei SS-Sturmbannführer Franz Magill, dowódca konnej grupy bojowej 2. pułku kawalerii SS, literalnie odczytał rozkazy przełożonych. Jego jednostka rozstrzeliwała tylko mężczyzn (rzekomych „szabrowników”), oszczędzając jednak rzemieślników i specjalistów. Kobiety i dzieci były natomiast spychane na bagna. Po pewnym czasie zaprzestano jednak tych praktyk, gdyż jak Magill odnotował w swym końcowym raporcie:

Zapędzenie kobiet i dzieci na bagna nie przyniosło spodziewanego efektu, ponieważ moczary nie były na tyle głębokie, aby można było w nich utonąć. W głębi na poziomie około metra w większości przypadków był twardy grunt (najprawdopodobniej piach) uniemożliwiający utonięcie.

W kilku wypadkach podwładni Magilla rozstrzelali żydowskie kobiety i dzieci razem z mężczyznami. Ponadto we wsi Odrożyn koło Janowa Poleskiego utopili w głębokim stawie członków dwóch żydowskich rodzin o nazwiskach Perec i Odrożyńscy. Niemniej co do zasady 2. pułk nie podejmował prób eksterminacji całych żydowskich społeczności. O ile do 3 sierpnia żołnierze 1. pułku kawalerii SS zamordowali 3 tys. Żydów, o tyle 2. pułk mógł w tym samym czasie zameldować o rozstrzelaniu jedynie 173 „szabrowników, komunistów i Żydów”. Ten stan rzeczy ściągnął na Magilla niezadowolenie Himmlera. 3 sierpnia dowódca 2. pułku SS-Standartenführer Heimo Hierthes wysłał wiadomość radiową do Magilla, żądając w zakamuflowany sposób wyjaśnień „dlaczego nie ma zgłoszonych liczb w rysunku nr 3” (oznaczało to rozkaz intensyfikacji działań eksterminacyjnych).
Akcje eksterminacyjne zazwyczaj przeprowadzano według podobnego schematu. Wsie i małe miasteczka były otaczane przez kawalerię SS, zazwyczaj w sile plutonu. W dalszej kolejności wzywano miejscowego sołtysa lub burmistrza, rozkazując mu wskazać żydowskich mieszkańców. Następnie 2–3 osobowe grupki esesmanów krążyły od domu do domu, zatrzymując wszystkich Żydów. Jeszcze tego samego dnia – lub najpóźniej następnego – ofiary wyprowadzono z miejscowości i rozstrzeliwano na pobliskich polach, lub w innych miejscach, które oprawcy uznali za dogodne do przeprowadzenia egzekucji. Niekiedy nieżydowskim mieszkańcom rozkazywano wykopać tam zawczasu masowe mogiły. W innych wypadkach niepogrzebane zwłoki pozostawiano w miejscu egzekucji. W takich masakrach ginęło zazwyczaj od 20 do 200 Żydów. W większych miejscowościach liczba ofiar sięgała jednak setek, a nawet tysięcy. Jednocześnie esesmani starali się zidentyfikować komunistów, partyzantów oraz inne „wrogie elementy”. Zatrzymanych poddawano przesłuchaniom, po czym, w zależności od ich wyniku, rozstrzeliwano lub wypuszczano na wolność.
W odniesieniu do reakcji ludności nieżydowskiej niemieckie raporty informowały, że powitała ona z ulgą zakończenie rządów sowieckich oraz w większości była nastawiona antysemicko. Magill dodawał przy tym, że o ile Ukraińcy i Białorusini z radością witali jego kawalerzystów, o tyle Polacy i Rosjanie zachowywali się z rezerwą. W niemal wszystkich miejscowościach, w których kawaleria SS przystąpiła do eksterminacji Żydów, Niemcy mogli liczyć na pomoc ze strony lokalnych kolaborantów różnej narodowości. Nie tylko pomagali oni identyfikować Żydów, lecz również uczestniczyli w ich wyłapywaniu, eskortowali ofiary do miejsc masowych egzekucji, a nawet bezpośrednio uczestniczyli w zabijaniu. 16 sierpnia we wsi Rubel miejscowi antysemici, którymi dowodził były białogwardzista Iwan Jewłopow, bez udziału Niemców zamordowali 53 żydowskich mężczyzn. Według Magilla jego esesmani mogli liczyć na pomoc m.in. ze strony „ukraińskiego kleru” oraz byłych polskich żołnierzy i policjantów, służących obecnie w szeregach policji pomocniczej. Jewgienij Rozenblat podaje z kolei, że Polacy „wyróżniali się szczególnie negatywnym stosunkiem do Żydów”, często „występowali w charakterze liderów akcji antyżydowskich” oraz chętnie współpracowali z Niemcami, m.in. jako członkowie lokalnej administracji i policji pomocniczej.
| Zbrodnie dokonane przez konną grupę bojową 1. pułku kawalerii SS (chronologicznie) | |
| Chomsk                                                                             | Jako datę akcji eksterminacyjnej przeprowadzonej w Chomsku przez kawalerię SS historycy wskazują 1–2, 2–3 lub 3 sierpnia. Około 150 kawalerzystów otoczyło miasteczko o świcie. Usiłujących uciekać Żydów zabijano na miejscu. Pozostałych ujęto przy pomocy niektórych nieżydowskich mieszkańców. Żydzi zostali zamknięci na noc w miejscowej cerkwi. Następnego dnia Niemcy zabrali 480 żydowskich mężczyzn na łąkę poza miastem i rozkazali im wykopać głęboki rów. Nad rów ten doprowadzano grupami kobiety, dzieci i starców, a następnie rozstrzeliwano ich ogniem broni maszynowej. Gdy masowy grób się zapełnił, esesmani rozkazali mężczyznom wykopać kolejny rów, po czym również ich rozstrzelali. Na rozkaz Niemców okoliczni mieszkańcy posypali zwłoki wapnem i zakopali masowe mogiły. Prawdopodobnie ciężko ranne ofiary zostały wtedy zasypane żywcem. Ofiarą masakry padło od 1,3 tys. do 2 tys. mężczyzn, kobiet i dzieci. Niemcy oszczędzili tylko jednego Żyda – miejscowego farmaceutę. Ponadto niewielka liczba Żydów, przeważnie młodych mężczyzn, zdołała po przybyciu Niemców przemknąć się przez pierścień okrążenia, a następnie schronić się w Drohiczynie lub w innych sąsiednich miejscowościach. Zbrodni dokonali żołnierze sztabu Reitende Abteilung i 2. szwadronu 1. pułku kawalerii. Tymi ostatnimi dowodził SS-Hauptsturmführer Ulrich Goertz. W swoim raporcie Lombard zapisał, że „Chomsk został oczyszczony ze wszystkich niepewnych elementów ze względu na krnąbrną postawę ludności żydowskiej”. |
| Motol                                                                              | 2 lub 3 sierpnia do Motola przybył sztab Reitende Abteilung oraz 1. szwadron 1. pułku kawalerii SS. Niemcy rozkazali żydowskim mężczyznom w wieku od 15 do 60 lat stawić się na targowisku. Następnie przy pomocy miejscowych Białorusinów gruntownie przeszukali wieś, brutalnie traktując znalezionych Żydów. Do poszukiwań esesmani zaangażowali nawet dzieci, obiecując im słodycze w zamian za wydanie żydowskich sąsiadów. W czasie przeszukiwania domów kawalerzyści zastrzelili siedmioro Żydów. Co najmniej jeden mężczyzna, który usiłował uciec, został zabity przez swojego białoruskiego sąsiada. Tymczasem zgromadzeni na rynku mężczyźni i chłopcy byli bici i upokarzani. Miejscowego rabina zmuszono, by tańczył i śpiewał. Po pewnym czasie około 30 mężczyzn zabrano kilka kilometrów za miasto, w kierunku wsi Osownica, po czym zmuszono ich, by nieopodal brzegu Jasiołdy wykopali zbiorowy grób. Po zakończeniu pracy wszystkich zastrzelono. W międzyczasie około 800 mężczyzn i chłopców, a według innych źródeł nawet od 1 tys. do 1,4 tys., wyprowadzono z Motola. Jako że masowy grób nie był jeszcze gotowy, zamknięto ich początkowo w pobliskich stodołach. Ostatecznie późnym popołudniem ofiary brutalnie zapędzono nad masowy grób i rozstrzelano (niektóre miały zostać zamknięte w szopie i spalone żywcem). Od 1,5 tys. do 2,2 tys. kobiet i dzieci zamknięto na noc w miejscowej synagodze i szkole. Następnego dnia zostały wyprowadzone na uroczysko Gaj przy drodze do Kalił. Ofiary podzielono na co najmniej dwie grupy, po czym rozkazano im rozebrać się do naga i uklęknąć. Gdy rozkaz został wykonany, esesmani otworzyli ogień z ukrytych w krzakach karabinów maszynowych. W tym samym czasie kawalerzyści, którzy pozostali we wsi, ponownie przeszukali gospodarstwa, korzystając przy tym z pomocy miejscowych Białorusinów. Znalezionych Żydów zabijali na miejscu. W konsekwencji masakrę przeżyło nie więcej, jak kilka osób.                                   |
| Telechany                                                                          | 5 sierpnia do miasteczka przybył 1. szwadron 1. pułku kawalerii SS. Żydowskim mężczyznom rozkazano stawić się na ogrodzonym placu w pobliżu magazynu miejscowej kooperatywy. Następnie esesmani przeszukali miasteczko i ujęli żydowskie kobiety z dziećmi. Zgromadzeni na placu Żydzi byli bici i upokarzani; z jednego z domów kawalerzyści wynieśli pianino, po czym zmusili Żydów, by tańczyli i śpiewali w akompaniamencie jego muzyki. Jeszcze tego samego dnia wszystkich Żydów wyprowadzono na uroczysko Grecziszcze, na miejscowy cmentarz katolicki (tzw. polski cmentarz). W charakterze konwojentów i strażników pomagali Niemcom członkowie miejscowej policji, wywodzący się w większości ze środowiska marginesu społecznego. Na miejscu kaźni Żydów rozstrzeliwano nad wykopanymi uprzednio mogiłami. Ofiarą masakry padło od 1,4 tys. do nawet 2 tys. mężczyzn, kobiet i dzieci. Następnego poranka kawalerzyści gruntownie przeszukali miejscowość; udało im się wtedy schwytać i zamordować pewną liczbę ukrywających się Żydów. |
| Święta Wola                                                                        | 5 sierpnia do miasteczka przybył 1. szwadron 1. pułku kawalerii SS. Jeszcze tego samego dnia w pobliżu stacji kolejki wąskotorowej esesmani zastrzelili około 60 żydowskich mężczyzn. Kobiety i dzieci zamknięto natomiast na noc w budynku Domu Kultury. Niemcy obiecali ich zwolnić w zamian za okup, jednakże następnego dnia, po zebraniu żądanych pieniędzy i kosztowności, wyprowadzili ofiary grupami poza wieś i tam rozstrzelali. Egzekucje miały miejsce w pobliżu miejsca, w którym rozstrzelano mężczyzn. Ponadto kawalerzyści gruntownie przeszukali Świętą Wolę, chwytając i mordując ukrywających się Żydów. Po wojnie odnaleziono cztery masowe groby kryjące 325 zwłok, aczkolwiek w ocenie Martina Cüppersa ofiarą 1. szwadronu mogło paść co najmniej 436 miejscowych Żydów. Ponadto w sąsiednich wsiach, m.in. w Wygonoszczach, jednostka sztabowa 1. pułku kawalerii SS wymordowała 540 Żydów, natomiast kolejnych 100 zostało zabitych przez żołnierzy 2. i 3. szwadronu. |
| Hancewicze                                                                         | 10 sierpnia do miasteczka przybył 1. szwadron 1. pułku kawalerii SS. Otrzymał on od Gustava Lombarda rozkaz „odżydzenia Hancewicz”. Kawalerzyści rozkazali miejscowym Żydom stawić się z bagażem podręcznym przy jednej z dróg. Tam oddzielono mężczyzn od kobiet i dzieci. Żydzi spędzili noc pod strażą, odebrano im również bagaże. Następnego poranka kawalerzyści przystąpili do ich eksterminacji. Zbiorowe egzekucje odbywały się m.in. na uroczysku Grady koło wioski Malkowicze, gdzie nad trzema masowymi grobami rozstrzelano kobiety z dziećmi, oraz w lesie odległym od miasta o około 7 kilometrów (w kierunku na Chotynicze), gdzie wymordowano mężczyzn. Egzekucje trwały od wczesnych godzin porannych do południa. Obok esesmanów z 1. szwadronu uczestniczył w nich pododdział karabinów maszynowych z 4. szwadronu. Tego dnia pod Hancewiczami zostało rozstrzelanych około 2,5 tys. mężczyzn, kobiet i dzieci. |
| Zbrodnie dokonane przez konną grupę bojową 2. pułku kawalerii SS (chronologicznie) | |
| Lubieszów                                                                          | Pod koniec lipca lub w pierwszych dniach sierpnia do miasteczka przybył 3. szwadron 2. pułku kawalerii SS. Dzień po swoim przybyciu esesmani aresztowali 43 żydowskich mężczyzn, w tym miejscowego rabina Icchaka Arona Weingartena (inne źródła mówią o 25 zatrzymanych). Wszystkim zarzucono kolaborację z Sowietami. Aresztantów umieszczono w piwnicy jednego z domów. Jeden z Żydów zdołał uciec, zabijając przy tym ukraińskiego strażnika. Niedługo później więźniów zabrano do Lubiaża i tam rozstrzelano. |
| Kamień Koszyrski                                                                   | 1 sierpnia do miasteczka przybył 3. szwadron 2. pułku kawalerii SS, który nadjechał od strony Ratna. Następnego dnia kawalerzyści aresztowali i zamordowali ośmiu żydowskich mężczyzn. Ofiary – jako powiązane z władzą sowiecką – wytypowała komisja złożona z miejscowych Ukraińców. Rozstrzelano je na miejscowym cmentarzu żydowskim. |
| Horodno                                                                            | „Akcja” w Horodnie miała miejsce w pierwszych dniach sierpnia. W pobliżu cmentarza żydowskiego żołnierze 2. pułku kawalerii SS rozstrzelali ponad 50 Żydów – mężczyzn oraz chłopców powyżej 14. roku życia. Pewna liczba Żydów zdołała się skutecznie ukryć podczas obławy. |
| Janów Poleski                                                                      | Między 2 a 5 sierpnia do miasteczka przybyli żołnierze 2. szwadronu 2. pułku kawalerii SS. Dowodził nimi SS-Hauptsturmführer Walter Dunsch. Niemcy rozkazali wszystkim żydowskim mężczyznom powyżej 16. roku życia stawić się na rynek na rzekome roboty przymusowe. Wezwania posłuchało około 350 Żydów. Następnie Niemcy przystąpili do wyłapywania pozostałych Żydów, w czym wspomagała ich policja pomocnicza złożona z Polaków i prawosławnych. Ofiary brutalnie wyciągano z domów, zabito przy tym dwie kobiety, które starały się obronić swoich krewnych. Ostatecznie o 14:00 od 380 do 800 mężczyzn oraz chłopców powyżej 14. roku życia zostało zabranych na uroczysko Borowica i tam rozstrzelanych. Po odejściu oprawców w miejscu kaźni pojawiła się grupa nieżydowskich mieszkańców, którzy zdarli ze zwłok buty i odzież. Tego dnia Niemcy oszczędzili jedynie żydowskich rzemieślników. Niedługo później co najmniej 100 Żydów zostało zamordowanych w sąsiednich wioskach przez kawalerzystów z 2. szwadronu oraz ich lokalnych pomocników. |
| Dawidgródek                                                                        | Żołnierze 3. szwadronu 2. pułku kawalerii SS pojawili się w okolicach miasta wieczorem 9 sierpnia. Powitały ich powołane po ucieczce Sowietów lokalne władze tymczasowe, którymi kierowali burmistrz Iwan Marejko i komendant policji Lowa Kozariew. Prawdopodobnie tego wieczora uzgodniono plan wymordowania miejscowych Żydów. Następnego poranka kawalerzyści wkroczyli do Dawidgródka. Żydowskim mężczyznom w wieku powyżej 14. roku życia rozkazano stawić się na rynku na rzekome roboty przymusowe. Następnie esesmani i miejscowi policjanci zaczęli przeszukiwać miasteczko i wyciągać z domów tych Żydów, którzy nie posłuchali wezwania. Zatrzymanych zabrano na odległe o kilka kilometrów uroczysko Chinowsk. Ofiary zaprowadzano grupami nad znajdujący się tam dół, gdzie były rozstrzeliwane przez złożony z kawalerzystów pluton egzekucyjny. Ofiarą masakry padło prawdopodobnie od 450 do tysiąca żydowskich mężczyzn. Niektórzy autorzy są jednak skłonni szacować liczbę zamordowanych nawet na około 2–2,5 tys. Oszczędzono jedynie kilku rzemieślników i lekarzy. Następnego dnia esesmani i policjanci wygnali z miasteczka wszystkie żydowskie kobiety i dzieci, realizując w ten sposób rozkaz o „spychaniu ich na bagna”. W tłumie ukryło się co najmniej kilku przebranych mężczyzn – w większości starców, którzy uniknęli śmierci w masakrze poprzedniego dnia (był wśród nich miejscowy rabin). Podczas „selekcji” przy moście nad Horyniem zostali oni rozpoznani i zabici przez policjantów; niektórych utopiono w rzece. Ponadto zabrano i uwięziono w sali gimnastycznej pobliskiej szkoły pewną liczbę nastolatków płci męskiej. Tych, którzy mieli mniej niż 15 lat, zwolniono po trzech dniach. Kobiety i dzieci przez blisko trzy tygodnie błąkały się po lasach. Ostatecznie większość znalazła schronienie w sąsiednim Stolinie lub w okolicznych wsiach. Do końca 1941 roku kobiety i dzieci stopniowo powróciły do Dawigródka i zostały zamknięte w utworzonym tam getcie. |
| Łuniniec                                                                           | 10 lub 11 sierpnia do miasteczka przybył 4. szwadron 2. pułku kawalerii SS. Esesmani zgromadzili żydowskich mężczyzn oraz chłopców powyżej 14. roku życia, zapowiadając, że zostaną zabrani na roboty przymusowe. W rzeczywistości zaprowadzono ich na uroczysko Moguł, położone około 400 metrów na północ od bazy przy nasypie linii kolejowej Łuniniec – Pińsk. Ofiarą przeprowadzonej w tym miejscu egzekucji padło 1312 Żydów. Niemcy oszczędzili rzemieślników, przede wszystkim krawców i szewców. Wielu mężczyzn zdołało ponadto skutecznie się ukryć w czasie obławy. |
| Pohost Zahorodzki                                                                  | „Akcja” w Pohoście Zahorodzkim miała miejsce 10 sierpnia. Pod pretekstem konieczności wykonania pilnych prac esesmani zabrali wtedy ze wsi około 130–150 żydowskich mężczyzn oraz chłopców powyżej 14. roku życia. Zaprowadzono ich na uroczysko Mała Dolina, położone w odległości około 2 kilometrów od Pohostu Zahorodzkiego (nieopodal wsi Kamień). Tam wszystkich rozstrzelano i pogrzebano. W gronie ofiar znaleźli się m.in. miejscowy rabin Leon Szalom, mohel Mosze Mejer Bortnik oraz działacz społeczny Lazer Lucki. Pewna liczba mężczyzn zdołała się ukryć w czasie obławy. Zbrodni dokonali żołnierze 1. szwadronu 2. pułku kawalerii SS. Po zakończeniu masakry miejscowi chłopi, którzy na wieść o planowanej „akcji” licznie przyjechali do miasteczka, przystąpili do rabunku mienia pozostawionego przez ofiary. |
| Serniki                                                                            | Między 9 a 12 sierpnia do wsi wkroczyli żołnierze 3. szwadronu 2. pułku kawalerii SS. Dowodził nimi Hans-Viktor von Zastrow. W miejscowej synagodze aresztowali około 100–120 mężczyzn, których następnie zamknęli w budynku miejscowej szkoły. Więźniów przez trzy dni dręczono i upokarzano, między innymi zmuszając do tańczenia na ulicach. Ostatecznie wszyscy zostali rozstrzelani przez Niemców i ich kolaborantów na cmentarzu żydowskim. |

Z pewnością masakry odbywały się także w innych miejscowościach. Każdego bowiem dnia od poszczególnych szwadronów napływały meldunki o liczbie rozstrzelanych Żydów, zazwyczaj nie zawierające jednak informacji pozwalających zidentyfikować miejsca, w których odbyły się egzekucje.
7 sierpnia Erich von dem Bach-Zelewski nadał meldunek, odszyfrowany następnie przez brytyjski wywiad radiowy, w którym informował, że Brygada Kawalerii SS rozstrzelała jak dotąd 7819 osób, z czego 3,6 tys. w dniu złożenia meldunku. Cztery dni później 1. pułk kawalerii SS zameldował o rozstrzelaniu 6504 Żydów oraz 411 żołnierzy Armii Czerwonej (do 11 sierpnia włącznie). W tym samym okresie 2. pułk kawalerii SS miał zamordować 6450 Żydów oraz 76 komunistów i sowieckich żołnierzy. Jürgen Matthäus szacował natomiast, że do 11 sierpnia sam tylko 1. pułk kawalerii SS zamordował co najmniej 11 tys. mężczyzn, kobiet i dzieci.
Masakry były przeprowadzane z dużym okrucieństwem, które narastało tym bardziej, im bardziej kawalerzyści „nabierali wprawy” w masowym mordowaniu. W czasie łapanek i przemarszów na miejsca egzekucji ofiary były kopane oraz bite pejczami lub kolbami karabinowymi. Nierzadko były także publicznie poniżane na oczach miejscowej ludności. Żydów zmuszano na przykład do tańczenia na ulicach lub czyszczenia stajni gołymi rękoma. Masowym mordom towarzyszyła zorganizowana i indywidualna grabież żydowskiego mienia. Z drugiej strony czyny te nie pozostały bez wpływu na morale kawalerzystów. Gwałtownie wzrosło chociażby spożycie alkoholu, bez którego wielu esesmanów nie było w stanie zmusić się do wykonywania zbrodniczych rozkazów.
W czasie „operacji oczyszczającej” niemiecki terror dotknął również ludność nieżydowską. Trudna do ustalenia liczba wsi, które „podejrzewano o wspieranie partyzantów”, została doszczętnie spalona, a ich mieszkańców wypędzono lub wymordowano. Jeden z weteranów Brygady Kawalerii SS utrzymywał, nie podając jednakże źródła swoich twierdzeń, iż podczas działań na bagnach Prypeci jego brygada zniszczyła 66 wsi.
Jedną z nielicznych miejscowości, które nie zostały objęte pacyfikacją, był Stolin. Być może wynikało to z faktu, że społeczność żydowska była tam liczna (7–8 tys.), stąd jej wymordowanie wymagałoby mobilizacji odpowiednich sił oraz czasu. Prawdopodobnie w związku ze skierowaniem Brygady Kawalerii SS do działań na wschodnim Polesiu, tamtejsi Żydzi zostali chwilowo oszczędzeni. Z nieznanych przyczyn nie zostali także wymordowani Żydzi z Łachwy.
W trakcie pierwszej operacji na Polesiu kawaleria SS nie napotkała w zasadzie żadnego zbrojnego oporu. Prawdopodobnie jedyna potyczka została stoczona 13 sierpnia w rejonie Starobina, kiedy to pluton przeciwpancerny SS bez strat własnych zlikwidował leśną bazę, zabijając pięciu czerwonoarmistów, a dwudziestu raniąc. Przesłuchiwani po wojnie żołnierze i oficerowie Brygady Kawalerii SS przyznawali, że Żydzi, których mordowano na bagnach Prypeci, nie stanowili dla wojsk niemieckich żadnego zagrożenia. Prawdopodobnie również większość czerwonoarmistów, o których zabiciu meldowała Brygada Kawalerii SS, zostało w rzeczywistości zamordowanych po wzięciu niewoli.

### Masakra w Pińsku

#### Preludium
Pińsk, drugie co do wielkości miasto Polesia, został zajęty przez wojska niemieckie 4 lipca 1941 roku. Przebywało tam wtedy od 26 tys. do 30 tys. Żydów. Byli wśród nich liczni uchodźcy z zachodniej i centralnej Polski, którzy przybyli w latach 1939–1941. Już w pierwszym dniu okupacji Niemcy przeprowadzili liczne aresztowania oraz dokonali egzekucji 16 młodych Żydów (jeden zdołał przeżyć). Niemal natychmiast wprowadzono szereg zarządzeń wymierzonych w ludność żydowską, wprowadzających m.in. obowiązek noszenia opasek z gwiazdą Dawida oraz rozmaite ograniczenia w przemieszczaniu się. Żydzi padali ponadto ofiarą grabieży, zastąpionych po pewnym czasie przez bardziej oficjalne „kontrybucje”. Zabierano ich także do prac przymusowych. 9 lipca do Pińska wkroczył pododdział Einsatzkommando zur besonderen Verwendung. 30 lipca na polecenie miejscowej komendantury wojskowej powołany został Judenrat.
2 sierpnia Franz Magill, który zdążył już otrzymać reprymendę od Himmlera za zbytnią „miękkość”, otrzymał rozkaz skierowania 1. i 4. szwadronu do Pińska i rozpoczęcia likwidacji tamtejszej społeczności żydowskiej. SS-Hauptsturmführer Stefan Charwat, którego 1. szwadron znajdował się najbliżej, udał się niezwłocznie do miasta, by wspólnie z dowódcą miejscowej placówki SD Hermannem Worthoffem zaplanować akcję eksterminacyjną. Ten ostatni wskazał, że literalne wykonanie rozkazu Himmlera w sprawie „zepchnięcia kobiet i dzieci na bagna” będzie technicznie niewykonalne, stąd 4 lipca Charwat wysłał radiogram do dowództwa Brygady Kawalerii SS, prosząc o przydzielenie samochodów ciężarowych – niezbędnych, aby dowieźć ofiary na miejsce kaźni.
5 sierpnia Niemcy ogłosili, że następnego dnia wszyscy żydowscy mężczyźni w wieku od 16 do 60 lat muszą stawić się na stacji kolejowej w Pińsku, rzekomo na trzydniowe roboty. Karą za niewykonanie rozkazu miało być rozstrzelanie zarówno „winowajcy”, jak i jego rodziny. Tej samej nocy, aby wymusić na Judenracie współpracę przy planowanej „akcji”, zatrzymano w charakterze zakładników od 200 do 300 żydowskich mężczyzn. Osadzono ich w gmachu będącym uprzednio siedzibą pińskiego NKWD, a następnie zajmowanym przez jednostkę Worthoffa. Wielu zakładników zostało tej nocy pobitych.

#### Masakra 6 sierpnia

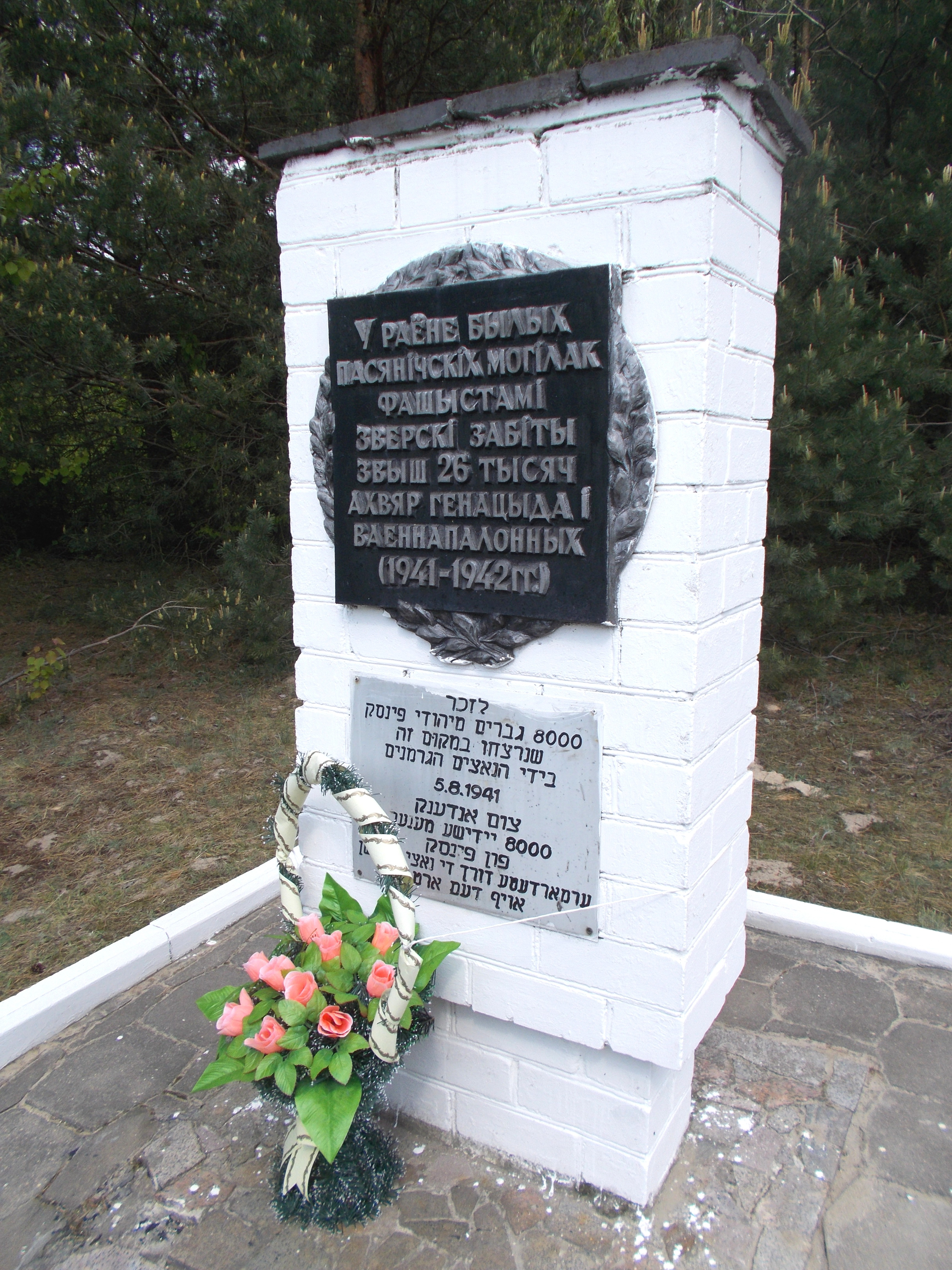
Pomnik w Posieniczach pod Pińskiem, upamiętniający ofiary masakry w dniu 6 sierpnia 1941

Do południa 6 sierpnia na stacji stawiło się około 8 tys. Żydów. Niektórzy zaufali niemieckim zapewnieniom, inni zgłosili się z obawy o los rodzin. Tych, którzy nie posłuchali wezwania, wyłapywano przy współpracy miejscowej policji pomocniczej (złożonej głównie z Polaków). Do tłumu dołączono także zakładników, których zatrzymano poprzedniej nocy. Na stacji Żydom odbierano dokumenty, paczki z żywnością oraz co cenniejsze przedmioty osobiste; funkcjonariusze Einsatzkommando z.b.V. gromadzili je następnie w jednym z dworcowych budynków. Lekarze i rzemieślnicy zostali zwolnieni do domów.
Przed południem pierwszą grupę Żydów, liczącą około 2 tys. osób, uformowano w kolumnę i pod eskortą wyprowadzono za miasto. Kobiety, które zebrały się pod stacją, by towarzyszyć odprowadzanym w nieznane bliskim, brutalnie odpędzono pałkami i kolbami karabinowymi. Po drodze zabijano osoby, które opadły z sił i nie były w stanie dalej maszerować. W pewnym momencie na odgłos strzałów w kolumnie wybuchła panika i około 100 Żydów rzuciło się ucieczki. Niemal wszyscy zostali jednak dogonieni i zastrzeleni przez jadących konno esesmanów.
Punktem docelowym marszu był las nieopodal wsi Posienicze, gdzie na rozkaz Niemców polscy robotnicy wykopali wcześniej masowe mogiły. Po dotarciu na miejsce egzekucji ofiary zmuszano do uklęknięcia lub położenia się twarzą do ziemi, dzielono na dwudziestoosobowe grupy, prowadzono nad groby, po czym zabijano strzałami w tył głowy. Christopher Hale podaje, że ofiary zmuszano, by przed śmiercią rozebrały się i zdjęły obuwie. Prawdopodobnie chodziło jednak wyłącznie o odzież wierzchnią, gdyż zdjęcia wykonane przez Niemców w czasie egzekucji wskazują, że ofiary grzebano w ubraniach. Niektórzy Żydzi podejmowali próby przerwania kordonu i ucieczki. Czasami były one uwieńczone powodzeniem, w pozostałych wypadkach uciekinierzy byli zabijani na miejscu.
O godzinie 13:21 Franz Magill nadał meldunek radiowy do sztabu 2. pułku kawalerii SS, informując o rozstrzelaniu 2461 Żydów. W pewnym momencie na miejsce egzekucji przyleciał małym samolotem Erich von dem Bach-Zelewski, który pogratulował Charwatowi i jego żołnierzom „skuteczności”. O 18:00 Magill nadał kolejny meldunek, informując o rozstrzelaniu kolejnych 2,3 tys. ofiar. Pod wieczór, obawiając się, że nie uda się zakończyć egzekucji przed zmrokiem, Charwat polecił kawalerzystom otworzyć ogień z broni maszynowej do pozostających jeszcze przy życiu Żydów. Masakra zakończyła się około 21:00. Jej ofiarą padło prawdopodobnie od 6 tys. do 8 tys. osób. Niewielka liczba Żydów zdołała przeżyć egzekucję i wydostać się z masowych grobów. Jeden z nich, Arie Dolinko, złożył relację Judenratowi, którego członkowie postanowili jednak zachować ją w tajemnicy, by nie narażać pozostałych ocalałych i świadków.

#### Masakry w kolejnych dniach

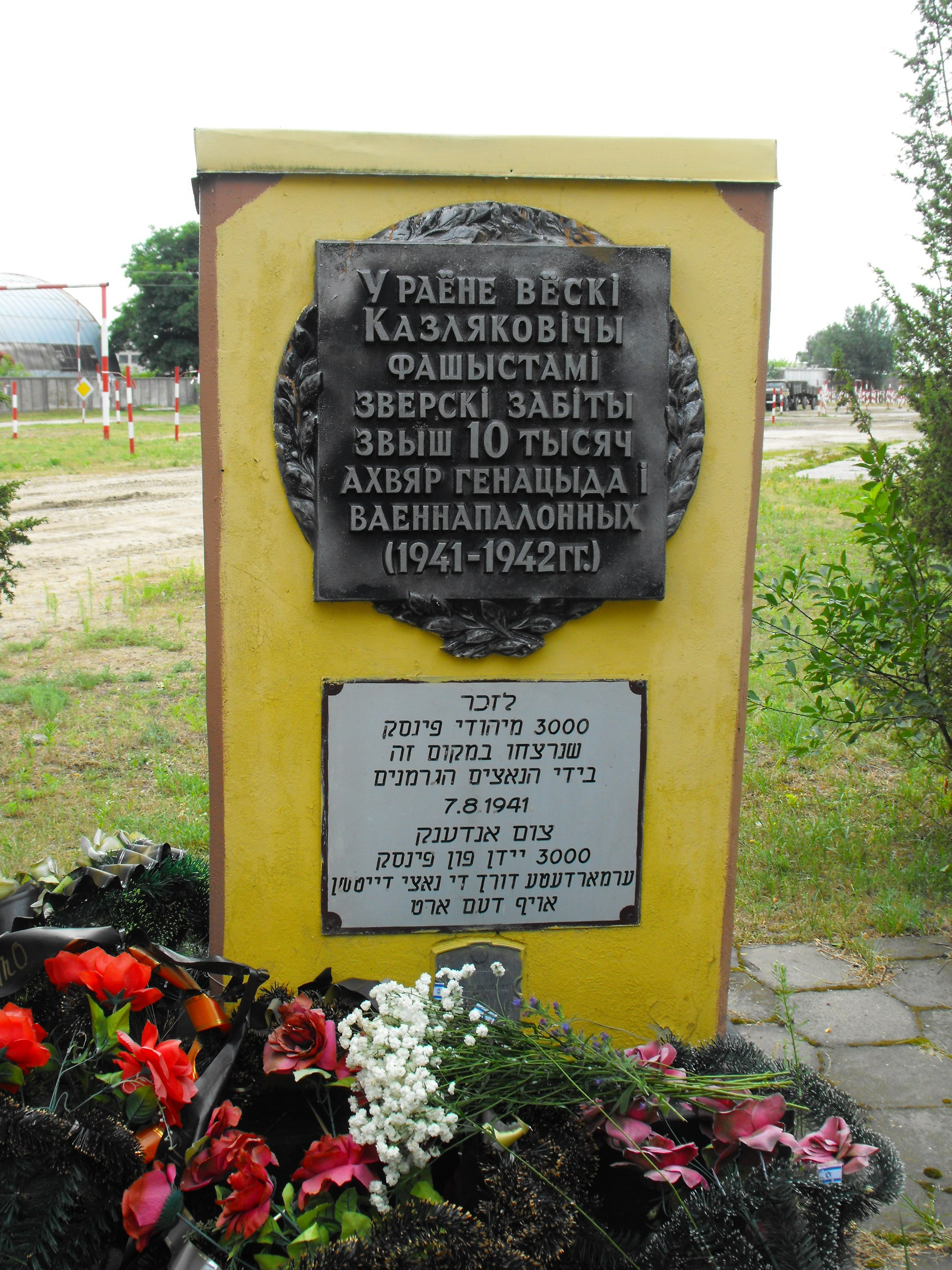
Pomnik w Pińsku upamiętniający Żydów zamordowanych 7 sierpnia 1941 roku w okolicach ówczesnej wsi Koźlakowicze

W nocy z 6 na 7 sierpnia 150 żydowskich mężczyzn zabrano z domów i zaprowadzono do lasu pod Posieniczami, by zakopali zwłoki ofiar masakry. Po zakończeniu pracy wszyscy Żydzi zostali zamordowani.
7 sierpnia kawaleria SS urządziła kolejną obławę na Żydów. W tym celu Pińsk podzielono na dwie strefy: jedną przeszukiwali żołnierze Charwata, drugą żołnierze 4. szwadronu, którym dowodził SS-Obersturmführer Kurt Wegener (przybyli oni do miasta poprzedniego dnia). Niemców aktywnie wspierali miejscowi kolaboranci. Tego dnia eksterminację rozszerzono na nieletnich powyżej 6. roku życia oraz na mężczyzn powyżej 60. roku życia. Identyfikacji dokonywano przy tym w sposób bardzo pobieżny. Esesmani zatrzymali m.in. 6-letnią dziewczynkę tylko dlatego, że była ubrana w spodnie; matce z najwyższym trudem udało się ich przekonać do jej zwolnienia. Zatrzymanych prowadzono na punkty zborne zorganizowane w północnej i południowej części miasta. Po odebraniu cennych przedmiotów ofiary zabierano na miejsca egzekucji. Żydzi ujęci przez kawalerzystów z 1. szwadronu byli mordowani w rejonie wsi Iwaniki. Głównym miejscem kaźni stały się jednak okolice wsi Koźlakowicze (biał. Казляковічы, obecnie część Pińska). Grzegorz Berendt podaje, że ofiary były tam doprowadzane grupami po 50–60 osób. Niemcy zmuszali je do wejścia do masowych grobów i położenia się twarzą do ziemi, po czym zabijali strzałem w tył głowy. Martin Cüppers podaje natomiast, że Żydów najpierw doprowadzano do szopy należącej do fabryki sklejki, gdzie pod nadzorem funkcjonariuszy SD i policji bezpieczeństwa musieli oddać wszystkie wartościowe przedmioty, a w dalszej kolejności do budynku odległego o 50 metrów miejsca egzekucji, gdzie musieli rozebrać się do bielizny. Następnie ofiary były rozstrzeliwane nad skrajami masowych grobów. Jako miejsce masowych egzekucji niekiedy wskazywane są także okolice wsi Zapole. Tego dnia ujęto i rozstrzelano co najmniej 2450 Żydów. 8 sierpnia egzekucje były kontynuowane, jednakże na wyraźnie mniejszą skalę.
Wśród ofiar masakry w Pińsku znalazła się pewna liczba kobiet. Niemniej co do zasady kobiety i dzieci nie zostały objęte eksterminacją. Yehoshua Buchler składa to na karb postawy Magilla, który jakoby nadal domagał się literalnego wykonania rozkazu o „spychaniu kobiet i dzieci na bagna”. Z kolei zdaniem Martina Cüppersa i Henninga Piepera to dowódca 2. pułku kawalerii SS-Standartenführer Heimo Hierthes rozkazał przerwać „akcję”, gdyż wobec m.in. niemożności wykorzystania samochodów ciężarowych do transportu kobiet i dzieci na miejsce kaźni, obawiał się, że wystąpią opóźnienia w realizacji harmonogramu operacji wyznaczonego przez dowództwo brygady. Ostatecznie 9 sierpnia oba przebywające w Pińsku szwadrony wznowiły marsz na wschód. W raporcie, który Einsatzkommando z.b.V. przekazało kilka dni później do berlińskiej centrali RSHA, masowy mord uzasadniono rzekomym „ostrzelaniem przez Żydów posterunku miejscowej milicji” oraz zabiciem członka tejże milicji w okolicach Pińska.
We wspomnianym raporcie liczbę ofiar masakry oszacowano na 4,5 tys. Henning Pieper uważa jednak, że w czasie trzydniowej „akcji” kawaleria SS wspólnie z miejscową placówką Einsatzkommando z.b.V. zamordowały w Pińsku co najmniej 7 tys. Żydów. Według innych historyków liczba ofiar mogła sięgnąć 8 tys., 9 tys. lub nawet 11 tys. Liczne straty poniosła w szczególności żydowska elita społeczna w mieście. Była to największa masakra dokonana przez Brygadę Kawalerii SS w czasie pierwszej „akcji” na bagnach Prypeci.

### Bilans
13 sierpnia 1941 roku Hermann Fegelein przedstawił raport, który stanowił podsumowanie pierwszej operacji na bagnach Prypeci. Z zawartych w nim informacji wynika, że Brygada Kawalerii SS rozstrzelała 13 788 „szabrowników” (w większości Żydów) oraz wzięła 714 jeńców.
Owe wyliczenia najprawdopodobniej nie były jednak precyzyjne. Martin Cüppers szacuje, że podczas pierwszej operacji na błotach poleskich Brygada Kawalerii SS zamordowała około 25 tys. osób, z czego 11 tys. ofiar przypisuje 1. pułkowi, a pozostałe 14 tys. ofiar – 2. pułkowi. Henning Pieper szacuje natomiast, że podwładni Fegeleina zamordowali 21,8 tys. Żydów, z czego 10,8 tys. miało zostać zamordowanych przez żołnierzy 1. pułku, a pozostałe 11 tys. przez żołnierzy 2. pułku.
W tym samym czasie brygada Fegeleina utraciła zaledwie dwóch zabitych (obaj zginęli na minach) i piętnastu rannych.
Dowództwa obszarów tyłowych Grupy Armii „Środek” i Grupy Armii „Południe” przyjęły pacyfikację błot poleskich z dużym zadowoleniem. Dwunastu żołnierzy Brygady Kawalerii SS odznaczono Krzyżem Żelaznym II klasy. Gustav Lombard, który od początku trafnie odczytał intencje Himmlera, niemal natychmiast po zakończeniu operacji został awansowany na stanowisko dowódcy 1. pułku kawalerii SS. Z kolei Franz Magill, którego działania wzbudziły niezadowolenie Reichsführera-SS, został po pewnym czasie przeniesiony na drugorzędne stanowisko.

## Druga operacja na bagnach Prypeci

### Przebieg
15 sierpnia 1941 roku Brygada Kawalerii SS rozpoczęła kolejną „akcję oczyszczającą”, tym razem we wschodniej części Polesia. Od pierwszego dnia uczestniczył w niej 2. pułk, do którego 17 sierpnia dołączył również 1. pułk. O ile podczas pierwszej akcji Żydów zazwyczaj mordowano jako rzekomych „szabrowników”, o tyle podczas drugiej operacji żydowskie społeczności były eksterminowane pod pretekstem walki z partyzantką. Działania kawalerii SS zyskały uznanie Wehrmachtu, mimo iż mordowani Żydzi w zdecydowanej większości wypadków nie mieli żadnych związków z ruchem oporu.
Niemniej w tej fazie działań kawaleria SS napotkała po raz pierwszy na zbrojny opór. W nocy z 15 na 16 sierpnia żołnierze 3. szwadronu 2. pułku zdobyli Turów, z którego już następnego dnia musieli się jednak wycofać na skutek sowieckiego kontrataku, tracąc dwóch zabitych i 11 rannych. Henning Pieper podaje, że przeciwnikami kawalerzystów byli żołnierze regularnych jednostek Armii Czerwonej oraz partyzanci, podczas gdy Hubert Kuberski przypuszcza, iż w walce uczestniczyli przede wszystkim partyzanci z samodzielnego oddziału stolińskiego i samodzielnego oddziału dawidgródzkiego. Po wzmocnieniu swoich sił Niemcy podjęli próbę odzyskania miasta. Zdobyli je 21 sierpnia za cenę utraty 4 zabitych i 20 rannych (z których dwóch wkrótce zmarło). Podczas szturmu zabito około 400 żołnierzy, partyzantów i nieuzbrojonych mieszkańców; wzięto zaledwie 10 jeńców. Przez kolejne dwa dni prowadzone były „działania oczyszczające”. Mimo życzliwego powitania przez miejscową ludność białoruską Niemcy niemal doszczętnie spalili Turów oraz dziewięć sąsiednich miejscowości. Zamordowano od 200 do 300 Żydów i Białorusinów.
Po zdobyciu Turowa brygada kontynuowała marsz na wschód, by 31 sierpnia dotrzeć do miejsca, w którym Ptycz uchodzi do Prypeci. Szlak przemarszu znaczyły masowe egzekucje. Na początku września sztab brygady przeniósł się do Bobrujska, gdzie kawalerzyści wzięli udział w kilkudniowej masakrze miejscowej społeczności żydowskiej. 5 września brygada otrzymała rozkaz dyslokacji na południowo-wschodni skraj Białorusi. Jej zadaniem miała być pacyfikacja obszaru, którego granice wyznaczały: Dniepr na wschodzie, Prypeć na południu i zachodzie, linia kolejowa Mozyrz – Homel na północy. Według oficjalnych raportów na tym obszarze prowadzono walki z partyzantami. W rzeczywistości ofiarą egzekucji padali przede wszystkim żydowscy i białoruscy cywile. Sam tylko nowo utworzony oddział kolarzy rozstrzelał co najmniej 400–500 Żydów w miejscowościach położonych wzdłuż drogi z Mozyrza do Rzeczycy. W połowie września masakry Żydów miały miejsce w miejscowościach takich, jak Chojniki i Brahin; niemieckie raporty z tego okresu mówią o zabiciu 604 „partyzantów” przez Brygadę Kawalerii SS. Prawdopodobnie od września kawalerzyści SS współpracowali ściśle z pododdziałami Einsatzgruppe B, których funkcjonariusze w ich towarzystwie „nabierali wprawy” w mordowaniu kobiet i dzieci.
Podobnie jak podczas działań w zachodniej części Polesia oszczędzano jedynie rzemieślników, lekarzy oraz niektóre osoby zdolne do pracy. Jako że w tej fazie operacji kawaleria SS mordowała Żydów przede wszystkim na terenach wiejskich, tylko w nielicznych wypadkach udało się zrekonstruować przebieg masakr. 
| Miejscowość | Przebieg wydarzeń |
| ----------- | --- |
| Starobin    | 22 sierpnia do miasteczka wkroczył 3. szwadron 1. pułku kawalerii SS, którym dowodził SS-Hauptsturmführer Johann Schmidt. Według oficjalnych meldunków kawalerzyści rozstrzelali tego dnia kolejno 13 i 66 „szabrowników”. Jednocześnie Schmidt wysłał alarmistyczny meldunek, w którym opisywał Starobin jako miasto „sterroryzowane przez Żydów”, którzy jakoby zamienili je w „partyzancki bastion” (w rzeczywistości w okolicy nie operowali partyzanci, lecz niedobitki rozbitych jednostek Armii Czerwonej). Pod wpływem tych meldunków do Starobina skierowano kolejne szwadrony. Dowodzenie akcją objął dowódca 1. szwadronu SS-Hauptsturmführer Waldemar Fegelein (brat dowódcy brygady). 23 sierpnia pod pretekstem, iż mianowany przez Niemców burmistrz został zabity (rzekomo przez Żydów), a „partyzanci” podpalili część zabudowań, Fegelein rozkazał wymordować wszystkich żydowskich mężczyzn w miasteczku oraz przeprowadzić „czystkę” wśród społeczności nieżydowskiej. Jeszcze tego samego wieczora dowódca 4. szwadronu nadał meldunek o rozstrzelaniu 203 „szabrowników”. 24 sierpnia Niemcy opuścili Starobin, lecz dwa dni później z zadaniem kontynuowania pacyfikacji skierowano tam 2. pluton 2. szwadronu, którym dowodził SS-Untersturmführer Georg Vieth. Do 30 sierpnia Niemcy i ich kolaboranci zamordowali kolejnych 189 osób. Szacuje się, że w ostatniej dekadzie sierpnia w Starobinie zginęło łącznie ponad 470 Żydów.                                                                                          |
| Pohost      | 24 sierpnia do wsi przybyli żołnierze 4. szwadronu 1. pułku oraz 5. szwadronu 2. pułku. Dowodzili nimi odpowiednio SS-Hauptsturmführer Hermann Gadischke i SS-Obersturmführer Siegfried Kotthaus. Miejscowym Żydom rozkazano zgromadzić się w stodole należącej do miejscowego kołchozu. Stamtąd byli zabierani nad masowe mogiły, które miejscowa ludność wykopała wcześniej na rozkaz Niemców. Ofiary mordowano ogniem karabinów i broni automatycznej, a nawet moździerzy. Były także obrzucane ręcznymi granatami. W trakcie trwającej ponad godzinę egzekucji zamordowano od kilkuset do tysiąca Żydów. Masakrę przeżyły dwie kobiety, a ponadto niewielkiej liczbie Żydów udało się ukryć w czasie łapanki. |
| Bobrujsk    | Kawaleria SS dotarła do miasta 30 sierpnia, a 2 września ulokowano tam sztab brygady. Wcześniej, gdyż 20 lipca, w Bobrujsku utworzono getto, do którego w ciągu dziesięciu dni przesiedlono całą ludność żydowską. Jego stopniowa likwidacja trwała od września do listopada 1941 roku. Największa „akcja” odbyła się między 4 a 9 września. Poprzedziła ją wizyta Ericha von dem Bach-Zelewskiego, podczas której plan masakry omówiono z udziałem Hermanna Fegeleina, a być może także Karla Ruhrberga, dowódcy pododdziału (Teilkommando) wydzielonego z Einsatzkommando 8. Na miejsce masowych egzekucji wybrano miejscowe lotnisko. Funkcjonariusze Einsatzkommando 8 wyłapywali Żydów na terenie getta, podczas gdy ciężarówki Wehrmachtu dowoziły ich na miejsce kaźni. Następnie ofiary gnano przez szpaler złożony z żołnierzy Wehrmachtu, Luftwaffe i Waffen-SS, którzy nie szczędzili im ciosów i wyzwisk. Na koniec Żydów zmuszano do wejścia do masowych grobów i położenia się twarzą do ziemi, po czym byli oni rozstrzeliwani przez pluton egzekucyjny złożony z kawalerzystów SS. Spośród tych ostatnich w masakrze uczestniczyli przede wszystkim esesmani z baterii artylerii konnej oraz 5. szwadronu 1. pułku kawalerii SS, a być może także członkowie 3 szwadronu tego samego pułku. Do udziału w egzekucji zgłosili się ponadto na ochotnika liczni żołnierze, w tym zwłaszcza członkowie personelu Luftwaffe i rekonwalescenci ze szpitala wojskowego. W czasie masakry zamordowano około 7 tys. mężczyzn, kobiet i dzieci. |
| Mozyrz      | Po wybuchu wojny niemiecko-sowieckiej część miejscowych Żydów uciekła lub została ewakuowana na wschód. W mieście pozostali głównie starcy, chorzy i niepełnosprawni oraz kobiety i dzieci. Na początku września do miasta wkroczyli żołnierze 3. szwadronu 2. pułku kawalerii SS. Z pomocą miejscowych kolaborantów przystąpili do gruntownego przeszukiwania domów, czemu towarzyszyły pobicia i zabójstwa. Najbardziej brutalnie traktowano Żydów, aczkolwiek zeznania świadków wskazują, że ofiarą pacyfikacji padli także Polacy i Białorusini. Dochodziło do aktów skrajnego okrucieństwa, ocalała z Zagłady Basia Pikman twierdziła, że była świadkiem, jak młody niemiecki żołnierz paradował po ulicach z około rocznym dzieckiem nabitym na bagnet. Po kilku dniach – najprawdopodobniej za sprawą Fegeleina, który mógł przybyć do Mozyrza około 7 września – represje nabrały bardziej masowego charakteru. Co najmniej 200 żydowskich mężczyzn zabrano wtedy poza miasto i rozstrzelano w masowej egzekucji. |
| Petryków    | Około 100 żołnierzy Brygady Kawalerii SS przybyło do miasteczka 14 września (niektóre źródła podają 22 września). Rozkazali Rosjanom i Białorusinom oznaczyć swoje domy, po czym zaczęli brutalnie przeszukiwać miasteczko. Co najmniej dwoje żydowskich mieszkańców zostało wtedy zastrzelonych (kobieta i nastolatek). Około 400 schwytanych Żydów pognano nad brzeg Prypeci, zmuszono do rozebrania się do naga, po czym wymordowano ogniem broni maszynowej. Następnego dnia kawalerzyści ponownie przeszukali miasteczko. Znalezionych Żydów zabijali na miejscu lub odprowadzali na egzekucję do pobliskiego kołchozu „Czerwony Ogrodnik”. Spalili także kilkadziesiąt domów, niekiedy razem z mieszkańcami. |

### Bilans
18 września 1941 roku Hermann Fegelein przedstawił przełożonym raport zawierający podsumowanie działań, które Brygada Kawalerii SS prowadziła na bagnach Prypeci od końca lipca do połowy września 1941 roku. Z zawartych w nim informacji wynika, że z rąk kawalerzystów zginęło 14 178 Żydów, 1001 partyzantów i 699 żołnierzy Armii Czerwonej. Straty własne ograniczyły się natomiast do 17 zabitych, 3 zaginionych i 36 rannych.
Zdaniem Henninga Piepera liczby przedstawione w raporcie Fegeleina są zaniżone. Yehoshua Buchler wskazuje w tym kontekście, że nie jest jasne czy dowódca brygady uwzględnił w swoich wyliczeniach (chociażby częściowo) Żydów zamordowanych w Pińsku i Bobrujsku. Pieper szacuje, że od końca lipca do połowy września Brygada Kawalerii SS zamordowała od 24 tys. do 30 tys. osób, przy czym w szacunkach tych uwzględnia co najmniej 1,9 tys. Żydów zamordowanych we wsiach i miasteczkach wschodniego Polesia oraz co najmniej część spośród 7 tys. ofiar masakry w Bobrujsku.
Na zachodnim Polesiu po masakrach przeprowadzonych latem 1941 roku pozostało przy życiu około 80 tys. Żydów. Między wrześniem 1941 roku a czerwcem 1942 roku zostali oni zgromadzeni w gettach. Nie mniej niż tysiąc trafiło do obozów pracy. Między lipcem 1942 roku a styczniem 1943 roku getta i obozy zostały zlikwidowane, a zdecydowana większość przebywających w nich Żydów została wymordowana przez Niemców i ich kolaborantów.

## Znaczenie
Masakry na bagnach Prypeci są uważane przez wielu historyków za jeden z punktów zwrotnych w historii Zagłady. Co prawda jeszcze przed 1 sierpnia 1941 roku na tyłach frontu wschodniego miały miejsce przypadki mordowania żydowskich kobiet i dzieci, jednakże tylko w nielicznych wypadkach takie masakry kończyły się eksterminacją całych społeczności. Tymczasem podczas operacji na Polesiu jednostka SS po raz pierwszy otrzymała rozkaz mordowania wszystkich Żydów bez względu na wiek i płeć. Kawalerzyści SS jako pierwsi – przed Einsatzgruppen i jednostkami policyjnymi – przystąpili do systematycznej likwidacji całych żydowskich społeczności. Z tego powodu niektórzy historycy są skłonni ich określać mianem „pionierów Holokaustu”.
Z większą wstrzemięźliwością znaczenie tej akcji ocenia Christopher Browning, którego zdaniem „nie należy przeceniać »innowacyjnych« aspektów operacji” i który wskazuje, że „mordowanie wszystkich Żydów na określonym terenie” przybrało skalę masową dopiero jesienią 1941 roku. Niemniej wskazuje, że „tym, co zdecydowało o znaczeniu obławy nad Prypecią dla późniejszego przebiegu wydarzeń w okupowanej części Związku Sowieckiego były nie tylko nawoływania Himmlera, ale przede wszystkim zapał i elastyczność jego poruczników”.
W ocenie Jürgena Matthäusa akcja eksterminacyjna na bagnach Prypeci miała również wpływ na kształt procesów decyzyjnych podejmowanych w dowództwie SS. Jej przebieg miał bowiem udowodnić, że wydawanie drobiazgowych rozkazów dotyczących eksterminacji ludności cywilnej mija się z celem, a lepsze skutki daje przekazywanie bardziej „subtelnych” wytycznych, pozwalających dowódcom w terenie zarówno „wykazać się inicjatywą”, jak i dostosować prowadzone działania do lokalnych uwarunkowań.
Akcja na bagnach Prypeci zbiegła się z inspekcją, którą Heinrich Himmler przeprowadził na okupowanych obszarach ZSRR (23 lipca – 15 sierpnia). Najprawdopodobniej to wtedy – podczas serii spotkań z udziałem Wyższych Dowódców SS i Policji, dowódców poszczególnych Einsatzgruppen oraz dowódców jednostek Waffen-SS podległych KRFSS, przeprowadzonych we Lwowie, Kownie, Rydze, Baranowiczach i Mińsku – dowódcom jednostek SS i policji na Wschodzie przekazano rozkazy w sprawie rozpoczęcia eksterminacji wszystkich Żydów zamieszkujących podbite terytoria ZSRR, w tym kobiet i dzieci.

## Losy sprawców
Erich von dem Bach-Zelewski nie został osądzony za zbrodnie popełnione w Polsce i na okupowanych obszarach ZSRR. W czasie procesu norymberskiego zgodził się wystąpić jako świadek oskarżenia, w zamian za co alianccy prokuratorzy przyznali mu immunitet. W 1949 roku został zwolniony z więzienia. W 1951 roku sąd denazyfikacyjny w Monachium skazał go na karę 10 lat pozbawienia wolności, jednakże wyrok nie został wyegzekwowany, gdyż sąd uznał połowę kary za odbytą, a sam skazany nie zgłosił się do więzienia, by odbyć jej pozostałą część. Bach-Zelewski zamieszkał we wsi Eckersmühlen koło Norymbergi, gdzie podjął pracę jako nocny stróż. W 1958 roku został aresztowany pod zarzutem współudziału w morderstwie jednej z ofiar „nocy długich noży”; w lutym 1961 roku skazano go na karę 4,5 roku pozbawienia wolności (z zaliczeniem dwóch lat spędzonych w areszcie). W 1962 roku ponownie stanął przed sądem, tym razem pod zarzutem zamordowania siedmiu niemieckich komunistów. Wymierzono mu wówczas karę dożywotniego więzienia. Zmarł w szpitalu więziennym Monachium-Harlaching w marcu 1972 roku.
Hermann Fegelein w ostatnich dniach bitwy o Berlin został postawiony przed sądem wojennym na osobiste polecenie Adolfa Hitlera. Skazano go na karę śmierci. W nocy z 28 na 29 kwietnia 1945 roku został zastrzelony w ogrodach Kancelarii Rzeszy. Był to jeden z powodów, dla których zachodnioniemiecki wymiar sprawiedliwości przez wiele lat nie był zainteresowany ściganiem jego byłych podwładnych podejrzewanych o popełnienie zbrodni wojennych.
Dopiero w 1960 roku wszczęto śledztwo przeciwko Franzowi Magillowi oraz czterem innym oficerom 2. pułku kawalerii SS, których podejrzewano o udział w masowych egzekucjach Żydów w Pińsku i na bagnach Prypeci. Ich proces rozpoczął się w lutym 1964 roku w Brunszwiku. Po trwającym dwa miesiące postępowaniu sądowym Magill został skazany na karę 5 lat pozbawienia wolności. Trzej sądzeni w tym samym procesie oficerowie usłyszeli następujące wyroki: Kurt Wegener – 5 lat więzienia, Walther Dunsch – 4,5 roku więzienia, Hans-Walter Zech-Nenntwich – 4 lata więzienia. Piąty oskarżony, Walter Bonsheuer, został uniewinniony.
Gustav Lombard po zakończeniu wojny znalazł się w sowieckiej niewoli. W 1955 roku został zwolniony i powrócił do Niemiec Zachodnich. W latach 1962–1970 było prowadzone przeciw niemu śledztwo dotyczące zbrodni popełnionych na obszarze ZSRR. Ostatecznie nie zostały jednak wniesione żadne zarzuty. Lombard zmarł w 1992 roku. Podobny rezultat przyniosły śledztwa prowadzone przeciwko innym oficerom 1. pułku kawalerii SS (Kurtowi Becherowi, Waldemarowi Fegeleinowi, Siegfriedowi Kotthausowi, Johannowi Schmidowi).
Stefan Charwat, który kierował masowymi egzekucjami pod Pińskiem, Ulrich Goertz – odpowiedzialny m.in. za masowe mordy w Chomsku i Janowie Poleskim, oraz Hans-Viktor von Zastrow, który kierował egzekucjami w Sernikach i Mozyrzu, polegli na początku 1942 roku w walkach pod Rżewem.

## Upamiętnienie

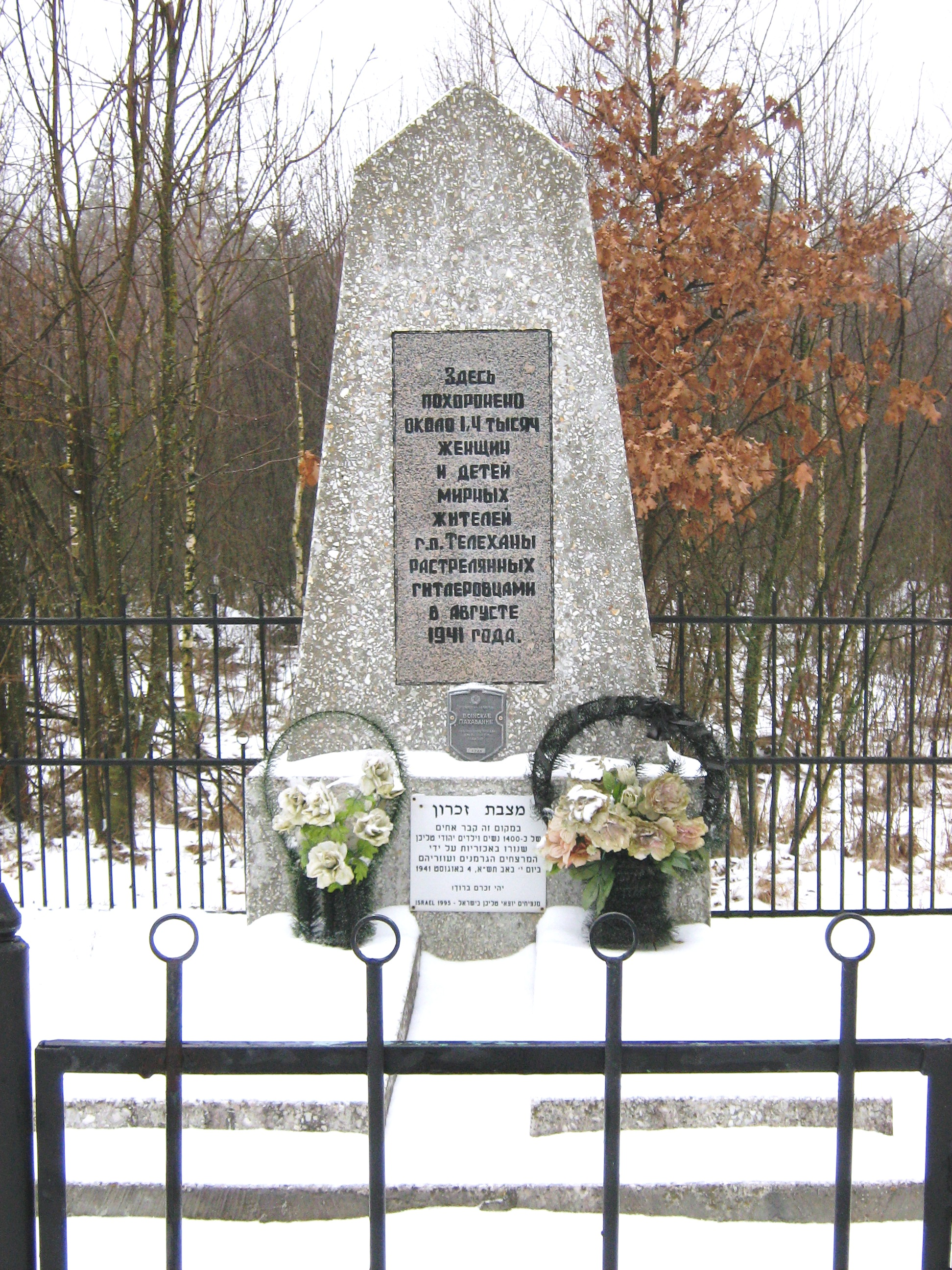
Pomnik na uroczysku Grecziszcze pod Telechanami

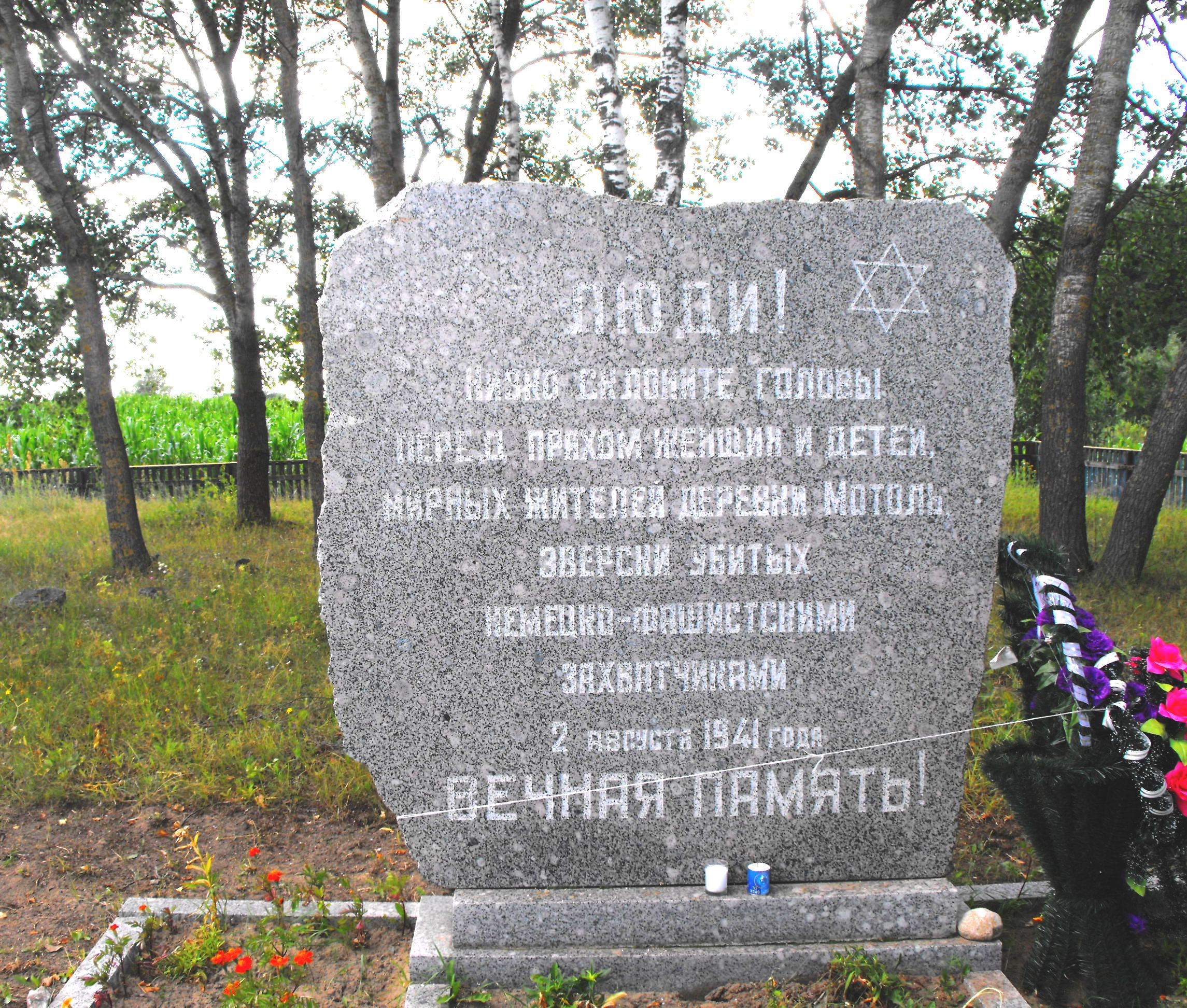
Pomnik we wsi Osownica nieopodal Motola

Pomniki upamiętniające Żydów zamordowanych latem 1941 roku przez Brygadę Kawalerii SS znajdują się między innymi w:
- Chomsku (wzniesiony w 1967)[87],
- na uroczysku Chinowsk pod Dawidgródkiem (odsłonięty po raz pierwszy w 1986, zastąpiony w 2010 przez nowy pomnik projektu Leonida Lewina)[117],
- na uroczysku Grecziszcze pod Telechanami (odsłonięty po wojnie)[98],
- na uroczysku Moguł pod Łunińcem (odsłonięty w 1967)[212],
- na uroczysku Mała Dolina nieopodal Pohostu Zahorodzkiego (odsłonięty w 1990)[127].
- we wsi Osownica nieopodal Motola (odsłonięty po wojnie)[93],
- w Pińsku oraz w pobliskiej wsi Posienicze[213].